# Chung Kyung-ho
Chung Kyung-ho (kor. 정경호, ur. 22 maja 1980 w Samch'ŏk) – koreański piłkarz występujący na pozycji napastnika, reprezentant Korei i zawodnik klubu K-League Jeonbuk Hyundai Motors od 2007 roku.